# Caitlin Lowe
Pour les articles homonymes, voir Lowe.
Caitlin Lowe (Tustin, 6 février 1985 - ) est une joueuse de softball américaine. Elle remporta en 2007, aux Jeux panaméricains, une médaille d'or en softball. En 2008, elle remporta une médaille d'argent avec l'équipe américaine de softball.